# Кежекский сельский округ
Кежекский сельский округ (каз. Кежек ауылдық округі ) — административная единица в составе Актогайский район Карагандинской области Казахстана. Административный центр — село Акший.
Население — 330 человек (2009; 460 в 1999, 772 в 1989).
По состоянию на 1989 год существовал Акшийский сельский совет (сёла Акши, Бакирбай, Кежек).

## Состав
В состав округа входят такие населённые пункты:
| Населённый пункт | население, человек (1989) | население, человек (1999) | население, человек (2009) |
| ---------------- | ------------------------- | ------------------------- | ------------------------- |
| Акший, село      | 672                       | 460                       | 330                       |
| Бакирбай, село   | 39                        | -                         | -                         |
| Кежек, село      | 61                        | -                         | —                         |